# カサーン・ベイ (護衛空母)
カサーン・ベイ (USS Kasaan Bay, CVE-69) は、アメリカ海軍の護衛空母。カサブランカ級航空母艦の15番艦。艦名はアラスカ州南東部のプリンスオブウェールズ島にあるカサーン湾 (北緯55度32分07秒 西経132度29分15秒 / 北緯55.53528度 西経132.48750度) に由来する。

## 艦歴
「カサーン・ベイ」は1942年8月20日にACV-69（補助空母）に分類され、1943年10月24日にCVE-69（護衛空母）として合衆国海事委員会の契約下ワシントン州バンクーバーのカイザー造船所でR. W. モース夫人によって進水する。1943年12月4日に海軍に引き渡され、同日B. E. グロウ艦長の指揮下で就役した。

### 第二次世界大戦
「カサーン・ベイ」は12月下旬に調整を終わり、1944年1月8日に真珠湾向けの航空機と貨物を輸送する任務に就くため、サンフランシスコを出港した。任務終了後、サンディエゴに寄港の後、ノーフォークに向けて出港し、2月28日にノーフォークに到着してオーバーホールに入った。5月28日、オーバーホールを終えた「カサーン・ベイ」は、護衛空母「ツラギ (USS Tulagi, CVE-72) 」および「ミッション・ベイ (USS Mission Bay, CVE-59) 」とともにニューヨークを出港し、カサブランカへ向けての航空機と貨物の輸送任務を行った。帰途、「カサーン・ベイら」は5月29日に潜水艦「U549」によって撃沈された護衛駆逐艦「ブロック・アイランド (USS Block Island, CVE-21) 」の生存者342名を救助して、6月17日にニューヨークに帰投した。
6月30日、「カサーン・ベイ」はロードアイランド州クォンセット・ポイントを出港し、7月10日にオランに到着。7月の間、来るドラグーン作戦のための演習を繰り返す一方、地中海での対潜哨戒と航空任務に従事していた。8月12日、マルタを出撃し、3日後には南フランス沿岸部に到着。「カサーン・ベイ」の航空機はドイツ軍陣地に対して爆撃や機銃掃射を行い、多数の車両や戦車を破壊した。反撃に出てきたドイツ機2機は、「カサーン・ベイ」などの対空砲火で撃墜された。8月30日、「カサーン・ベイ」は戦場を後にしてオランに寄港した後9月6日に出港し、9月18日にノーフォークに帰投した。
「カサーン・ベイ」は10月にカサブランカへの再度の航空機輸送任務に就き、任務終了後は太平洋艦隊（チェスター・ニミッツ元帥）に配置換えとなり、1945年1月2日にサンディエゴに到着した。1月中は高速空母任務部隊（第58任務部隊）（マーク・ミッチャー中将）の空母搭載機の補充に従事し、真珠湾、グアムおよびウルシー環礁にて航空機の入れ替えを行った。
「カサーン・ベイ」は2月14日に真珠湾に帰投後、6月上半期までの間は、補充された航空機とパイロットの訓練に従事した。その後、秋に予定されていたダウンフォール作戦に備えてマーシャル諸島とマリアナ諸島間の補給路で対潜哨戒を開始した。

### 戦後
8月15日に日本が降伏すると、「カサーン・ベイ」はグアムアプラ港に到着。復員兵帰還のマジック・カーペット作戦に参加して、帰還第一陣のベテランの復員兵グループを乗せて9月13日にサイパン島を出港し、9月30日にサンディエゴに到着した。次の3ヵ月の間は、フィリピン方面の復員兵輸送任務に就き、ハワイとフィリピンの間を3往復した。
「カサーン・ベイ」は12月8日にサンフランシスコへ帰還し、1946年1月29日に東海岸へ向けて出航して2月22日にボストンに到着する。1946年7月6日に退役し、大西洋予備役艦隊入りする。予備役艦隊で保管中の1955年6月12日にCVHE-69（護衛ヘリ空母）へ艦種変更される。1960年2月2日にスクラップとして売却された。
「カサーン・ベイ」は第二次世界大戦の戦功での1個の従軍星章を受章した。